# Uncapping
Uncapping o Uncap son técnicas para poder modificar la configuración de un cable módem que originalmente viene bloqueado de fábrica (actualizar firmware, modificar parámetros, HFC Mac Address, Config File, etc.). Esta técnica es usada con fines poco éticos, es decir, su motivación es acceder de forma gratuita al servicio de internet. También es usado para conseguir obtener mayores velocidades de conexión, tanto de bajada como de subida.

## Modelos
En la actualidad los módems más usados por los operadores de cable son los vulnerables a este tipo de técnicas: Motorola, 3Com, Thomson, RCA, WebStar y COM21... entre otros.
Motorola:
- Serie Eurodocsis
  - Motorola sb4100e
  - Motorola sb4101e
  - Motorola sb4200e y sb4200d eurodocsis
  - Motorola sb5100e y sb4100d eurodocsis
  - Motorola sb5101e
  - Motorola sb5120e
  - Motorola sbg900e
- Serie Docsis-
  - Motorola sb3100, sb3100i y sb3100d
  - Motorola sb4100 y sb4100i
  - Motorola sb4101 y sb4101i
  - Motorola sb4200 y sb4200i
  - Motorola sb5100 y sb5100i
  - Motorola sb5101 y sb5101i
  - Motorola sb5120
  - Motorola sbg900

3Com:
- Serie Eurodocsis/docsis
  - 3Com "Aleta de tiburón"

Thomson / RCA:
- Serie Eurodocsis/docsis
  - TCM290
  - TCM325
  - TCM410
  - TCM420
  - TCM425

WebStar / Cisco:
- Serie Eurodocsis/docsis
  - EPC2100
  - EPC2100r2
  - EPC2320
  - EPC2320r2

COM21:
- Serie Eurodocsis/docsis
  - COM21 DOXPORT 1000 series

Para acceder a las opciones ocultas de configuración, es decir, cambiar HFC MAC Address, Config File, Número de serie, se emplea un cable llamado Blackcat, que no es más que un cable tipo JTAG, especialmente para los cable módem Motorola SB5100 y SB5101, y en menor medida para los SB4200, SB4101 y SB4100 (sean todos de la serie DOCSIS o EURODOCSIS).[cita requerida] Para estos tres últimos, es más adecuado programarlos con un cable Serial fabricado con el chip MAX232 o MAX233, sirviendo este cable inclusive para el cable módem Motorola SB3100.[cita requerida]